# Chromodoris macfarlandi
Chromodoris macfarlandi är en snäckart som beskrevs av Cockerell 1901. Chromodoris macfarlandi ingår i släktet Chromodoris och familjen Chromodorididae. Inga underarter finns listade i Catalogue of Life.